# ثلاثة د الفرحات (فلم)
ثلاثة د الفرحات هو فيلم مغربي من إخراج إدريس صواب سنة 2021، وبطولة كل من زكرياء لحلو، عبد الرحيم المنياري، السعدية أزكون، خلود البطيوي، سكينة الفضايلي، عمر لطفي، وغيرهم.

## ملخص القصة
سويلم هو أب لثلاث بنات، وأخوه صويلح هو أب لثلاثة أولاد، يعملان معا في التجارة ويسكنان في منزلين متجاورين، يمر سويلم بظروف صعبة فهو على حافة الإفلاس، في الوقت الذي تنجح فيه كل مشاريع أخيه صويلح، لدرجة أنه وجد نفسه مضطرا لبيع ما يملك لشقيقه، فسر البعض ما حصل لسويلم بالنحس الذي ربطوه ببناته، لكن الأيام ستثبت العكس.

## طاقم التمثيل
زكرياء لحلو 
 عبد الرحيم المنياري 
 السعدية أزكون 
 خلود البطيوي 
 سكينة الفضايلي 
 ماجدة زبيطة 
 فاطمة الزهراء الإبراهيمي 
 عمر لطفي 
 عزير دهوير 
 ياسين صواب 
 جواد العلمي 
 عبد الغني الصناك

## وصلات خارجية
- مقالات تستعمل روابط فنية بلا صلة مع ويكي بيانات